# Harald Wirth
Harald Wirth (* 25. Januar 1959 in Hof (Saale)) ist ein deutscher  Modellbauer, der 1994 als Besitzer der größten Sammlung von Streichholz-Fahrzeugen ins Guinness-Buch der Rekorde aufgenommen wurde.
Schon seit seinem 10. Lebensjahr begeistern Wirth Streichhölzer, die er zu detailgetreuen Modellen verarbeitet.

## Werke

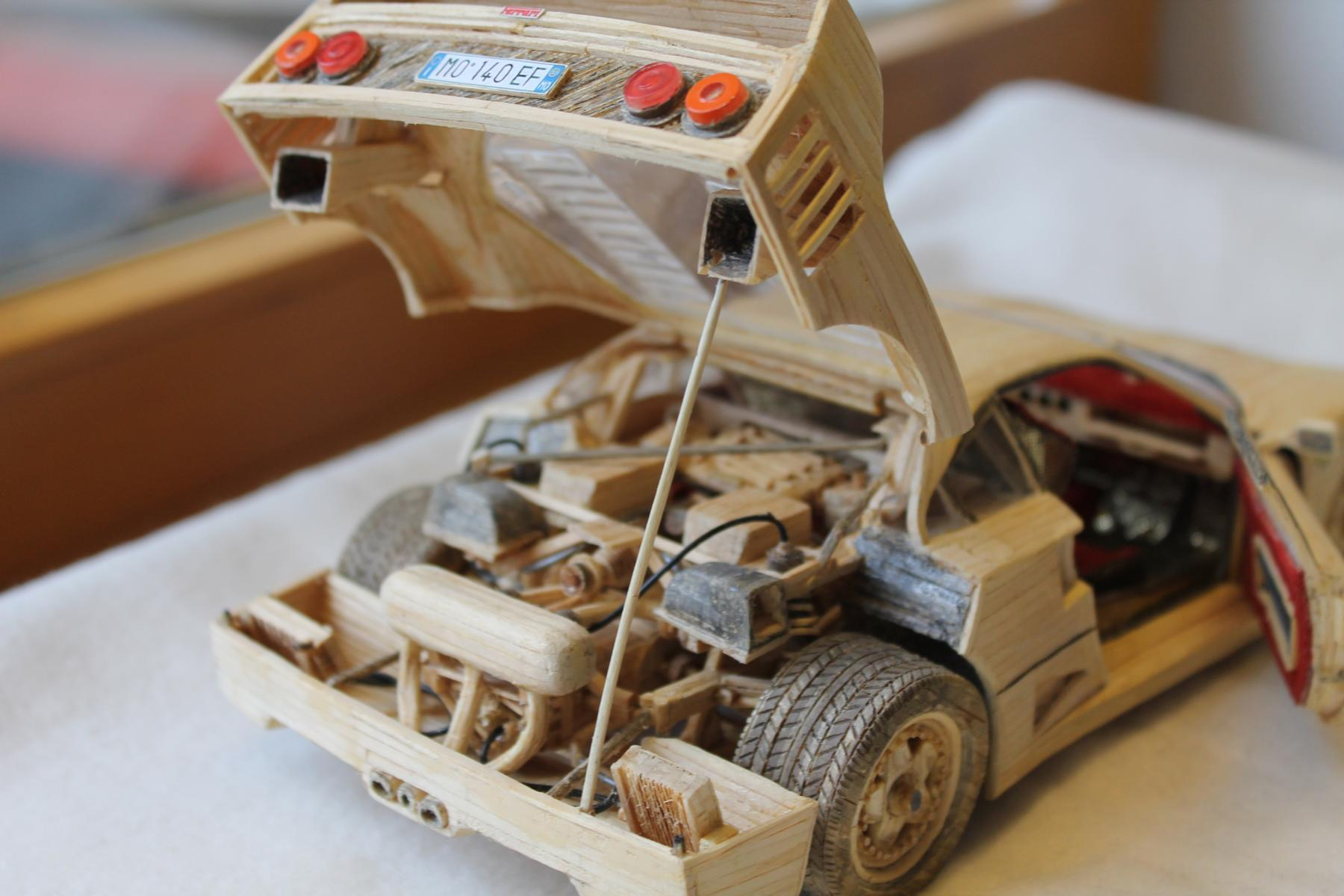
Rennwagenmodell

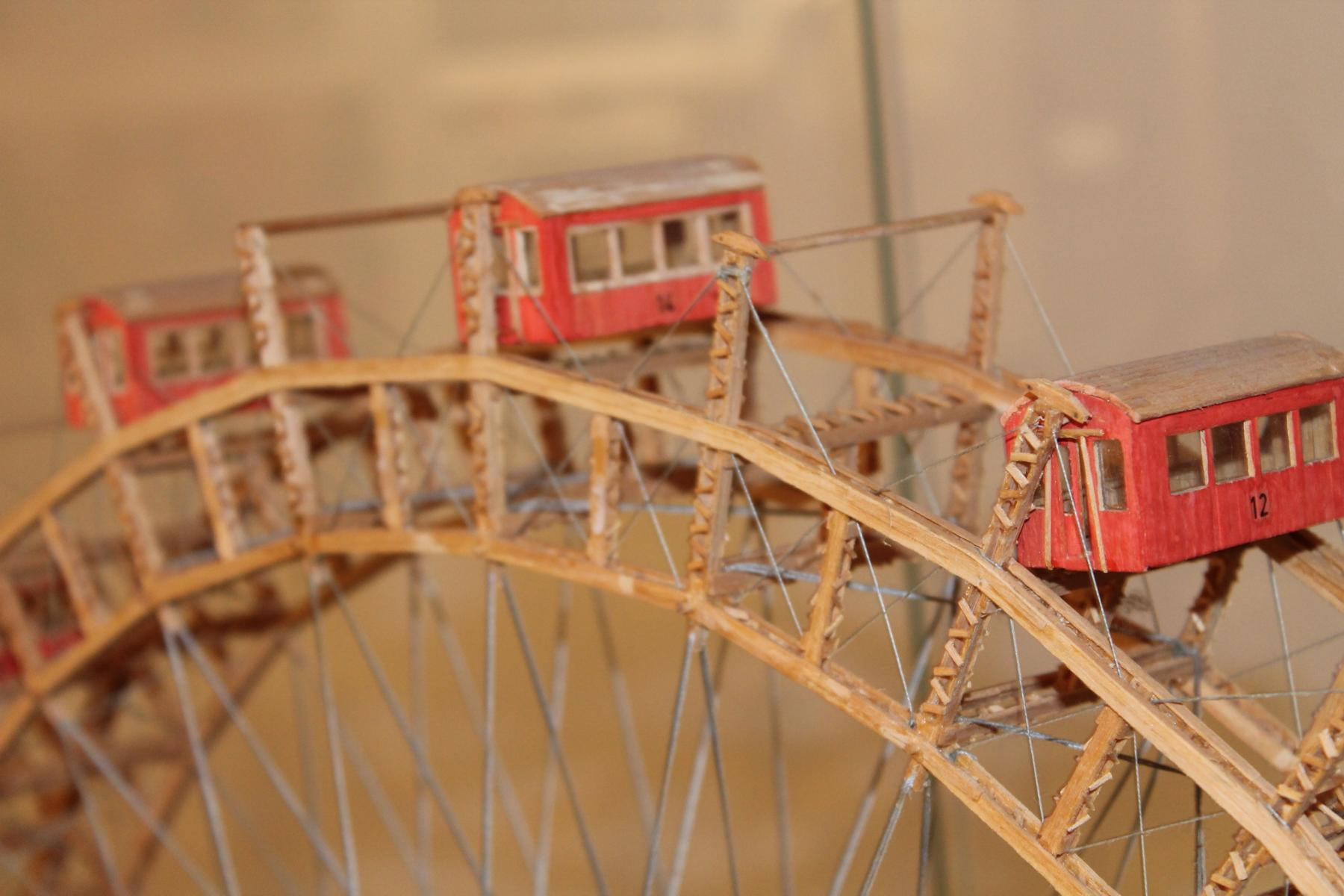
Riesenradmodell

Bereits seit 1988 ist Harald Wirth europaweit mit seinen Kunstwerken auf internationalen und nationalen Modellbauausstellungen unterwegs. 2001 eröffnete er ein privates Museum für Streichholzmodelle in Hof, welches jedoch im August 2015 wegen Verkauf der Räumlichkeiten geschlossen wurde.
Zu seinen Modellen gehören z. B.
- eine Dampflok der Baureihe 01 im Maßstab 1:43,5, die aus 3.700 Streichhölzern in über 700 Arbeitsstunden verbaut wurde
- ein knapp 30 Zentimeter großer Ferrari, dessen Motorhaube, Türen, Fenster und Lenkrad beweglich sind. 640 Stunden Arbeit und 3.700 Streichhölzer stecken in diesem Modell
- ein Baum mit 17.000 Blättern
- eine Gorch Fock, das Wiener Riesenrad aus dem Prater, eine Wildweststadt, bekannte Auto- und Motorradmarken